# Кастельдачча
Кастельдачча (італ. Casteldaccia, сиц. Castiddaccia) — муніципалітет в Італії, у регіоні Сицилія,  метрополійне місто Палермо.
Кастельдачча розташована на відстані близько 440 км на південь від Рима, 17 км на південний схід від Палермо.
Населення — 11 587 осіб (2014).
Покровитель — San Giuseppe.

## Демографія
Населення за роками:

Станом на 1 січня 2023 року в муніципалітеті офіційно проживали 103 іноземці з 32 країн, серед них 29 громадян країн Євросоюзу та 7 громадян України.

## Сусідні муніципалітети
- Альтавілла-Мілічія
- Баучина
- Болоньєтта
- Каккамо
- Мізільмері
- Санта-Флавія
- Трабія
- Вентімілья-ді-Січилія